# Baranyaszentgyörgy
Baranyaszentgyörgy [baraňasentďerď] (německy Sendjerga) je obec v Maďarsku v župě Baranya, spadající pod okres Hegyhát. Nachází se asi 7 km jihozápadně od Sásdu. Žije zde 110 obyvatel. Dle údajů z roku 2011 tvoří 84 % obyvatelstva Maďaři, 10,4 % Romové, 2,8 % Němci a 0,7 % Srbové, přičemž 14,6 % obyvatel se ke své národnosti nevyjádřilo.

## Sousední obce
| Růžice kompasu | Gödre              |  | Baranyajenő     | Růžice kompasu |
| Růžice kompasu | Sever              |  |                 | Růžice kompasu |
| Růžice kompasu | Baranyaszentgyörgy |  |                 | Růžice kompasu |
| Růžice kompasu | Jih                |  |                 | Růžice kompasu |
| Růžice kompasu | Tormás             |  | Mindszentgodisa | Růžice kompasu |